# رومئو میلر
رومئو میلر (انگلیسی: Romeo Miller؛ زادهٔ ۱۹ اوت ۱۹۸۹) یک هنرپیشه، و خواننده اهل ایالات متحده آمریکا است.
از فیلم‌ها یا برنامه‌های تلویزیونی که وی در آن نقش داشته است می‌توان به هانی اشاره کرد.